# Phaeochrous
Phaeochrous är ett släkte av skalbaggar. Phaeochrous ingår i familjen Hybosoridae.

## Dottertaxa tillPhaeochrous, i alfabetisk ordning[1]
- Phaeochrous amplus
- Phaeochrous australicus
- Phaeochrous beccarii
- Phaeochrous behrensii
- Phaeochrous bicarinatus
- Phaeochrous borealis
- Phaeochrous burgoblitus
- Phaeochrous camerunensis
- Phaeochrous compactus
- Phaeochrous davaonis
- Phaeochrous dispar
- Phaeochrous dissimilis
- Phaeochrous diversipes
- Phaeochrous dubius
- Phaeochrous elevatus
- Phaeochrous emarginatus
- Phaeochrous enigmaticus
- Phaeochrous gambiensis
- Phaeochrous gigas
- Phaeochrous hainanensis
- Phaeochrous indicus
- Phaeochrous intermedius
- Phaeochrous lobatus
- Phaeochrous madagascariensis
- Phaeochrous madrassicus
- Phaeochrous nicolasi
- Phaeochrous nitidus
- Phaeochrous philippinensis
- Phaeochrous pletus
- Phaeochrous portuum
- Phaeochrous pseudintermedius
- Phaeochrous rhodesianus
- Phaeochrous rudis
- Phaeochrous ruficollis
- Phaeochrous rufus
- Phaeochrous schoutedeni
- Phaeochrous senegalensis
- Phaeochrous separabilis
- Phaeochrous stupendus
- Phaeochrous sulawesi
- Phaeochrous tanzanianus
- Phaeochrous tokaraensis
- Phaeochrous tonkineus
- Phaeochrous tumbanus
- Phaeochrous turcanicola
- Phaeochrous uelensis
- Phaeochrous usambarae